# ميشيل كينغ
ميشيل كينغ (بالإنجليزية: Michelle King)‏ هي منتجة وكاتبة تلفزيون أمريكية. هي متزوجة لروبرت كينغ وهو أيضاً شريكها في الكتابة.

## حياتها
ميشيل يهودية.

## روابط خارجية
- ميشيل كينغ على موقع IMDb (الإنجليزية)
- ميشيل كينغ على موقع قاعدة بيانات الفيلم (الإنجليزية)